# 24149 Раґгаван
24149 Раґгаван (24149 Raghavan) — астероїд головного поясу, відкритий 15 листопада 1999 року.
Тіссеранів параметр щодо Юпітера — 3,405.